# Traviata (opera)
Traviata (ital. La Traviata; skreniti s prave poti) je opera v treh dejanjih (štirih slikah) Giuseppeja Verdija. Besedilo je po romanu Dama s kamelijami Alexandreja Dumasa napisal Francesco Maria Piave.
Krstna predstava je bila v beneškem gledališču La Fenice 6. marca 1853.
Verdi se je z Dumasovo ˝Damo s kamelijami˝ spoznal leta 1852, ko je obiskal Pariz. Skladatelj je hitro spoznal odlike besedila, predvsem njegovo človeško vsebino; zgodba ga je tako prevzela, da je kljub resnim pomislekom, ki so ga imeli njegovi prijatelji, takoj lotil dela in v šestih tednih opero končal. Libretist Piave se je v končni fazi oblikovanja besedila preselil k Verdiju na posestvo Santa Agata, tako da sta lahko skupaj popravljala ter dopolnjevala besedilo. 
Zaradi neprimernih kostumov, sodobne zgodbe, pevcev (predvsem preobilne sopranistke Fanny Salvini Donatelli, prve interpretinje Violette), ki niso razumeli dela in občinstva, ki prav tako ni doumelo globoke in preproste resnice, ki jo je Verdi uglasbil, je opera na krstni predstavi doživela neuspeh. Ta je skladatelja zelo prizadel. Vendar je že leto dni
kasneje vstala iz pepela, sicer v drugem beneškem gledališču, in je kmalu obšla vse evropske
operne odre. Postala je najpopularnejše delo operne zgodovine nasploh.
Prva uprizoritev na slovenskih tleh je bila v Ljubljani leta 1867 v izvedbi nemških glasbenikov.

## Osebe
- Violetta Valéry, kurtizana - sopran
- Alfred Germont - tenor
- George Germont, Alfredov oče - bariton
- Flora Bervoix - mezzosopran
- Annina, sobarica - sopran
- Gaston - Alfredov prijatelj - tenor
- baron Douphol - bariton
- markiz d'Obigny - bas
- doktor Grenvil - bas
- Giuseppe, Violettin služabnik - tenor

## Vsebina

### Prvo dejanje
Pri Violetti v Parizu.
Lepa Violetta je v središču lahkoživega življenja. Potem ko je na videz ozdravela, priredi v svojem elegantnem salonu veliko slavje, ki se ga udeleži tudi mladi plemič Alfred Germont, ki je že dolgo vanjo zaljubljen in se mu zdaj ponudi priložnost, da se ji predstavi in nazdravi. V sosednjih prostorih plešejo, bolna Violetta pa zaostane in Alfred ji prizna svojo naklonjenost. Violetta ga ne razume in ga ne vzame resno, vendar jo Alfred prepriča o svojem resničnem čustvu in Violetta mu podari svojo kamelijo. Mladenič presrečen odide, drugi gostje pa želijo poveseljačiti z Violetto, vendar jih odkloni.

### Drugo dejanje

#### Prva slika
Na deželi.
Violetta je sledila Alfredovi želji, da bi se z njim preselila na podeželje. Tu živita daleč od šumnega sveta le za svojo ljubezen, vendar pa je življenje drago in Alfred porablja samo svojo malo rento. Od sobarice Anine izve, da tudi Violetta zastavlja svoje premoženje, zato odhiti v Pariz, da bi to uredil. Medtem pa pride njegov oče, Georg Germont, ki terja od Violette, da se Alfredu odpove, čeprav je spoznal, da Violetta ni šla z Alfredom zavoljo denarja. Violetto gane prošnja nesrečnega starca in privoli v ločitev. Ko se Alfred vrne, jo najde pri pisanju pisma, vendar pa vso resnico spozna šele iz pisemca, ki mu ga je bila Violetta v slovo zapustila. Vendar vse resnice ne izve niti iz poslovilnega pisma, ker mu je Violetta sporočila samo to, da ga zapušča in da se vrača v staro življenje, v Pariz. 

#### Druga slika
Zabava pri Flori.
Pri Flori Bervoix je polno gostov. Sem pride tudi Alfred in hkrati prispe Violetta z baronom Douphalom, ki Violetti prepove spregovoriti z njim. Pri igri s kartami Alfred stalno dobiva, nato pa se ostro sporeče z baronom Douphalom, zato ga Violetta prosi, naj zapusti zabavo. Alfred od ljubosumja, vpričo vse družbe, Violetto surovo žali in ji priigrani denar vrže pred noge. Šele ob očetovem svarilu se zave svojega nečastnega dejanja in se skesa. Violetta pa pove, da ji je le ljubezen do Alfreda narekovala razhod z njim.

### Tretje dejanje
Violettina spalnica.
Burno življenje in dolga zavratna bolezen sta Violettino zdravje do kraja oslabili. Doktor Grenvil ji prisodi le še nekaj dni življenja. Tudi spravljivo pismo Alfredovega očeta ne more Violette več ozdraviti. Alfred se je med tem dvobojeval z baronom in tako ni več nobene ovire za njuno srečo, vendar je vse prepozno. Alfred in njegov oče, ki se je skesal zaradi svojega dejanja, prihitita k njeni bolniški postelji, a žalostnega konca ne moreta več preprečiti. Obdana od vseh, ki so ji bili nekoč dragi, Violetta izdihne za jetiko.